# Štefanov
Štefanov é um município da Eslováquia, situado no distrito de Senica, na região de Trnava. Tem 22,088 km² de área e sua população em 2019 foi estimada em 1646 habitantes.

## História
Em registros históricos a aldeia foi mencionada pela primeira vez em 1392. A igreja na aldeia é uma Igreja Católica construída em 1937.

## Geografia
O município fica a uma altitude de 205 metros e cobre uma área de 22.088 km². Tem uma população de cerca de 1.621 pessoas. Ele está localizado na região Záhorie da Eslováquia Ocidental, no limite entre planícies e colinas.

## Demografia
| Ano:        | 1994 | 2004   | 2014   | 2024   |
| ----------- | ---- | ------ | ------ | ------ |
| Broj ljudi: | 1638 | 1621   | 1680   | 1595   |
| Razlika:    |      | -1,03% | +3,63% | -5,05% |

| Ano:               | 2023 | 2024   |
| ------------------ | ---- | ------ |
| Número de pessoas: | 1589 | 1595   |
| Diferença:         |      | +0,37% |